# 林湖
林湖（韓語：임호，1970年1月27日—），韓國男演員，名字常被音譯為任豪。KBS第15期公開招募中入行，其多數飾演古裝劇中之帝王角色，其中以《大長今》飾演之中宗大王最為觀眾熟知。
2010年3月6日，與小11歲的珠寶設計師尹貞姬結婚。育有一女二子。

## 演出作品

### 電視劇
- 1994年：KBS《韓明澮》飾演 月山大君
- 1995年：SBS《張禧嬪》飾演 朝鮮肅宗
- 1996年：SBS《萬剛》飾演 萬剛
- 1997年：KBS《欲望的海洋》飾演 鄭敏宇
- 1998年：MBC《田園日記》飾演 金童
- 1998年：MBC《大王之道》飾演 思悼世子
- 2000年：MBC《許浚》飾演 李政明
- 2000年：MBC《為了你》飾演 한영준
- 2001年：MBC《每日與你》飾演 崔東河
- 2001年：MBC《那女人的家》飾演 金南赫
- 2001年：MBC《美味美爱》飾演 女主角相親對象
- 2002年：KBS《女高中同學》
- 2002年：KBS《太陽人李濟馬》飾演 崔文煥
- 2002年：KBS《總是忐忑不安》飾演 李俊浩
- 2003年：MBC《大長今》飾演 朝鮮中宗
- 2003年：MBC《1%的可能性》飾演 江先宇
- 2003年：SBS《初戀》
- 2003年：KBS《千年之夢》
- 2004年：SBS《四個小冤家》飾演 李鍾喆
- 2004年：SBS《不要獨自一人》飾演 林湖
- 2004年：MBC《我想要愛》飾演 朴修詠
- 2004年：MBC《想結婚的女子》飾演 朴善友
- 2005年：KBS《風花》飾演 崔亨柱
- 2005年：SBS《花样女子》飾演 尹秀遠
- 2005年：MBC《春天的微笑》
- 2006年：SBS《赤足爱情》飾演 黃振石
- 2006年：KBS《大祚荣》飾演 泉男生
- 2007年：OCN《黑道奶爸》飾演 趙彪奇
- 2008年：KBS《新夫婦的誕生》飾演 金鋒水
- 2008年：SBS《為什麼來我家》飾演 金泰平
- 2008年：KBS《最強七迂》飾演 昭顯世子
- 2008年：SBS《風之畫員》飾演 李命基
- 2009年：MBC《善德女王》飾演 真智王
- 2009年：KBS《不能結婚的男人》飾演 朴光南
- 2009年：KBS《她的風格》飾演 女主角相親對象
- 2010年：SBS《不懂女人》飾演 姜盛燦
- 2011年：KBS《廣開土太王》飾演 慕容宝
- 2012年：MBN《可疑的家族》飾演 姜道尚
- 2012年：tvN《我愛李太利》飾演 金山
- 2013年：SBS《你的女人》飾演 羅鎮九
- 2014年：KBS《鄭道傳》飾演 鄭夢周
- 2014年：KBS《看書痴列傳》飾演 光海君
- 2014年：KBS《家人之間為何這樣》飾演 法官（特別出演）
- 2015年：MBC《華政》飾演 崔鳴吉
- 2015年：KBS《星星閃爍》飾演 徐東弼
- 2015年：KBS《生意之神 - 客主2015》飾演 閔謙鎬
- 2016年：KBS《Page Turner》飾演 醫生
- 2016年：MBC《獄中花》飾演 姜善浩
- 2016年：MBC《不夜城》飾演 姜在賢
- 2017年：MBC《訓長吳純南》飾演 張地浩（特別出演）
- 2017年：KBS《花開了，達順啊》飾演 韓太成
- 2019年：MBC《龍王保祐》飾演 趙志煥（特別出演）
- 2019年：SBS《獬豸》飾演 李光佐
- 2022年：KBS《太宗李芳遠》飾演 柳廷顯
- 2022年：KBS《颱風的新娘》飾演 尹在河（特別出演）
- 2024年：KBS1《幸運的我們》飾演 姜佑昌
- 2024年：KBS2《拜託老鷹5兄弟！》飾演 金史萬（特別出演）

### 電影
- 2000年：《恐怖計程車》
- 2001年：《我的野蠻女友》飾演 相親男（客串）
- 2004年：《Clementine》飾演 韓俊雄
- 2004年：《Don't Tell Papa》飾演 寶莉秀
- 2006年：《突然有一天之2月29日》飾演 刑警
- 2010年：《秘密愛》
- 2010年：《地球代表 Rolling Star》（配音）

## 主持節目
- 2014 MBC《向星葵》MC

## 綜藝嘉賓
- SBS《X MAN》 E26
- SBS《夜心萬萬》E211
- 07062009 KBS《想像PLUS》 E233嘉賓
- 06072009 MBC《來玩吧》E250嘉賓
- 31102009 湖南衞視《快樂大本營》首爾之行嘉賓
- 16062011 KBS《HAPPY TOGETHER》 E201嘉賓
- 17062012 SBS《RUNNING MAN》E99嘉賓
- 21082012 SBS《強心臟》E142嘉賓
- 28082012 SBS《強心臟》E143嘉賓
- 23082013 MBC《明星跳水秀》
- 2014 KBS《媽媽的誕生》EP01-EP19
- 20161113《蒙面歌王》EP85 參賽者
- 20210912 《Learn Way》第二季 EP9 古裝劇演技導師，飾演朝鮮中宗

## 獎項
- 2015年：KBS演技大賞－日日劇部門 男子優秀演技賞（《星星閃爍》）
- 2016年：韓國大眾文化藝術賞－（文化勳章）林忠熙 (影視作品作家)，林湖替父親領獎

## 外部連結
- 林湖的Instagram帳戶
- 林湖 台灣粉絲 建立 Facebook （页面存档备份，存于）
- naver （页面存档备份，存于）
- Raemongraein